# 카타

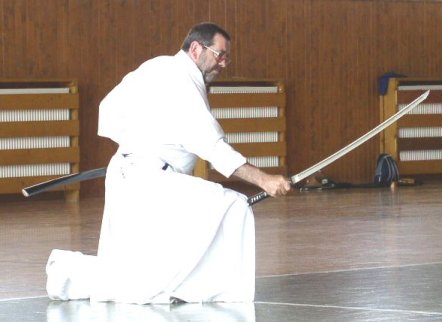
카타 훈련은 거합도와 같은 일부 무술에서 주된 형태로 자리잡혀 있다.

카타(일본어: 型 또는 形←형태를 의미)는 홀로 수행하는 세세한 안무 패턴이지만 훈련 시에는 그룹으로 여럿이 수행되기도 한다. 카타라는 용어를 사용하는 수많은 직업들이 존재하지만 "카타"라는 용어는 일반적으로 무술계에 의해 알려져 있으며 일반적으로 일본의 공수(가라데)전투체계를 위해 보존되어 있다. 한국의 당수도는 일부에서 "카타"라는 용어를 사용한다.
카타는 거합도, 유도, 검도, 겐포(일본 권법), 가라데 등 대부분의 일본, 오키나와 무술에서 사용된다.

## 배경
카타 훈련을 통해 여러 사람들은 학습자가 특정 기법을 자연스러운 방식으로 체득하는 반복적인 방식으로 수행하는 것이 아닌 체계적인 접근을 사용하여 싸움에 참여한다. 초보자의 움직임은 일정치 않고 어려워보일 수 있으나 명수의 경우 단순하고 부드러움이 표출된다.

## 같이 보기
- 연습
- 절차 기억